# Бобош
Бобош (рум. Boboș) — село у повіті Бакеу в Румунії. Входить до складу комуни Дялу-Морій.
Село розташоване на відстані 227 км на північний схід від Бухареста, 43 км на південний схід від Бакеу, 98 км на південь від Ясс, 111 км на північний захід від Галаца, 149 км на північний схід від Брашова.